# Denís Matsúyev
Denís Leonídovich Matsúyev (en ruso: Денис Леонидович Мацуев, también transcrito como Matsúev; Irkutsk, Unión Soviética, 11 de junio de 1975) es un pianista ruso. En 1998 ganó el primer premio del prestigioso Concurso Internacional Chaikovski en Moscú. 

## Vida

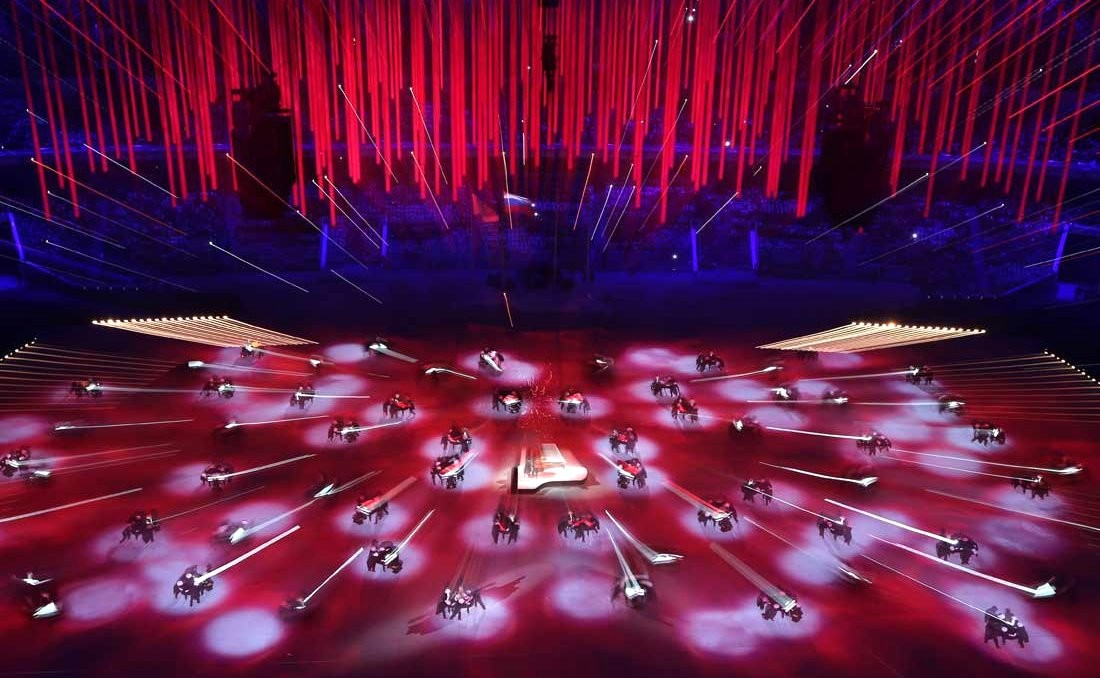
Matsúev en 2014.

Matsúev nació en 1975 en Irkutsk en el seno de una familia de músicos. Su madre era profesora de piano y su padre un compositor y pianista reconocido. Comenzó la formación de piano bajo la tutela de su padre y después prosiguió sus estudios musicales en la escuela de música de Irkutsk, hasta la edad de 15 años. Además de sus actividades musicales, practicaba el hockey sobre hielo y el fútbol. Sufrió dos fracturas de brazo durante sus actividades deportivas.
En 1990 se trasladó con sus padres a Moscú, donde perfeccionó su educación en la Escuela Central de Música de Moscú. En 1993 participó en su primer concurso internacional de piano en Sudáfrica, en el cual logró el primer premio. El mismo año entra en el Conservatorio Chaikovski de Moscú bajo la dirección de los profesores Alekséi Nasedkin y después Serguéi Dorenski. A la edad de 23 años, en 1998, ganó el primer premio en el prestigioso Concurso Internacional Chaikovski de Moscú, acontecimiento que marca un giro de su carrera.

## Carrera
A lo largo de su trayectoria ha ofrecido conciertos a través del mundo, tocando con célebres directores de orquesta como Yevgueni Svetlánov, Vladímir Spivakov y Claudio Abbado.
En la actualidad da cerca de 150 conciertos por año. Actúa en salas prestigiosas como la Sala Gaveau, la Sala Pleyel, el Teatro de los Campos Elíseos, el Carnegie Hall, el Mozarteum o el Tōkyō Opera City. Es también el organizador de dos festivales en Rusia: Stars on Baikal y Crescendo.
Es el director artístico con la Fundación Serguéi Rajmáninov, establecida por Alexander Rajmáninov, nieto del compositor. Fue elegido para presentar las obras inéditas del gran compositor, que fueron grabadas con el piano de cola del propio autor.
Es el presidente de New Names, la Fundación de Caridad rusa interregional. Ha sido laureado con el prestigioso Premio Shostakóvich. También es “Artista del Pueblo Ruso”. Es miembro del Consejo Presidencial para Cultura y Arte y ha sido nombrado Director del Consejo Público del Ministerio de Cultura de la Federación de Rusia.

## Discografía selecta
- 1997 – Haydn, Liszt, Chaikovski, Prokófiev (New Names).
- 1999 – Haydn, Chopin, Liszt, Rajmáninov, Prokófiev (Vivendi) .
- 2000 – Beethoven, Chaikovski, Liszt, Prokófiev. Collection Étoiles. En Église Notre-Dame d'Auvers-sur-Oise.
- 2000 – Liszt: Mephisto Waltz S.514; Schumann: Estudios sinfónicos; Schubert: Sonata para piano n.º 14 (Japan Arts).
- 2003 – Chaikovski: Conciertos para piano n.º 1 & 2. Rico Saccani, Orquesta Filarmónica de Budapest (Independent Music & Media Alliance LTD).
- 2004 – Tribute to Horowitz. Liszt, Bizet-Horowitz, Rossini-Ginzburg (BMG Russia).

- 2005 – Stravinski: El pájaro de fuego suite; Shchedrin: Concierto para piano n.º 5. Mariss Jansons, Orquesta Sinfónica de la Radio de Baviera (Sony BMG).
- 2005 – Stravinski & Chaikovski. Stravinski: 3 movimientos de Petrushka; Chaikovski: Las estaciones. (RCA Red Seal; Sony BMG).
- 2007 – Unknown Rajmáninov (RCA Red Seal;  Sony BMG).
- 2008 – The Carnegie Hall Concert.
- 2010 – Коллекция.
- 2010 – Shostakovich: Conciertos para piano n.º 1 & 2; Shchedrin: Concierto para piano n.º 5. Valeri Guérguiyev, Orquesta Mariinski (Mariinsky).
- 2011 – Rajmáninov: Concierto para piano n.º 3; Rapsodia sobre un tema de Paganini. Valeri Guérguiyev, Orquesta Mariinski (Mariinsky).[4]
- 2011 – Liszt: Conciertos para piano n.º 1 & 2; Totentanz. Mijaíl Pletniov, Orquesta Nacional Rusa.
- 2013 – Rajmáninov: Concierto para piano; Gershwin: Rhapsody in Blue. Alan Gilbert, Orquesta Filarmónica de Nueva York.
- 2013 – Szymanowski: Sinfonías n.º 3 & 4; Stabat Mater. Valery Gergiev, Coro y Orquesta Sinfónica de Londres (LSO Live).
- 2014 – Chaikovski: Conciertos para piano n.º 1 & 2. Valeri Guérguiyev, Orquesta Mariinski (Mariinsky).
- 2014 – Prokófiev: Concierto para piano n.º 3; Sinfonía n.º 5. Valeri Guérguiyev, Orquesta Mariinski (Mariinsky).